# Vidhemsprästen
Vidhemsprästen var en svensk präst i Vidhem, som nu heter Vedum, i Västergötland omkring år 1325. Hans namn var Laurentius Dyakn i latiniserad form, eller Djäkne-Lasse (Lars Diakon) på svenska. Han är känd för att ha ägt och delvis skrivit den äldsta bevarade boken skriven på svenska, Handskrift KB B 59 i Kungliga Biblioteket. Handskriften består av tre sammanbundna delar. Den första innehåller Äldre Västgötalagen och några andra juridiska texter. På de sista nio sidorna har Vidhemsprästen skrivit in ytterligare juridiska texter samt till slut några anteckningar om Vedum. Del två har Vidhemsprästen skrivit. Den innehåller Västergötlands lagmanslängd, en lista över Sveriges kungar och en över biskoparna i Skara, edsöreslagarna, Magnus ladulås stadga mot våldgästning med mera. De tre listorna har troligen författats omkring år 1240. Mitt i del två är del tre instoppad. Den är skriven av en annan hand och innehåller utdrag ur (eller förarbeten till) den yngre Västgötalagen som avslutas med en mening på latin: "Här slutar Laurentius' bok, som Lydekinus har skrivit." På den sista sidan av del tre har Vidhemsprästen Laurentius Dyakn gjort några anteckningar. Man kan tänka sig att de tre böckerna tillkommit i Skara, medan Laurentius tjänstgjort som diakon, och att han tagit dem med sig när han blivit präst i Vedum.

## Externa
- Vidhemsprästens anteckningar (Fornsvenska textbanken)